# Tuulos (Finlande)
Tuulos (Tulois en suédois) est une ancienne municipalité du Sud de la Finlande, dans la région du Kanta-Häme.
Elle a été fusionnée avec la ville d'Hämeenlinna au 1er janvier 2009.
C'est la commune de naissance du peintre Hjalmar Munsterhjelm (1840-1905). Tuulos est également connue pour avoir été le théâtre d'une des principales batailles de la Guerre civile finlandaise, en avril 1918.
Son seul monument historique significatif est sa petite église du XVe siècle dédiée à Sainte Brigitte, située au village de Sairiala à 3 kilomètres au nord du centre administratif actuel.
La commune marque l'extrémité de la nationale 10 venue de Turku et est traversée par la nationale 12 Rauma-Tampere-Lahti-Kouvola. Le village centre se situe à 27 km au nord de la capitale provinciale Hämeenlinna.